# دادلی نولز
دادلی نولز (‎/noʊlz/‎ (به انگلیسی: Dudley Knowles)؛ ۱۹۴۷، لنکاوی - ۲۶ اکتبر ۲۰۱۴) فیلسوف سیاسی بریتانیایی و استاد دانشگاه گلاسکو بود. او به خاطر کتاب تأثیرگذارش «فلسفه سیاسی» (۲۰۰۱) شهرت زیادی داشت.

## انتشارات
کتاب‌ها
- 2001 Political Philosophy (Routledge/McGill University Press)
- 2002 Hegel and the Philosophy of Right (Routledge)
- 2009 Political Obligation: A Critical Introduction (Routledge)

کتاب‌های ویرایش شده
- 1990 Explanation and its Limits (Cambridge University Press)
- 1993 (with John Skorupski), Virtue and Taste (Blackwell)
- 2009 G.W.F. Hegel (Ashgate)

## در ادامه مطلب
- "Dudley Ross Knowles". The Herald. 6 November 2014. Retrieved 7 November 2014.
- Skorupski, John (4 November 2014). "Dudley Knowles obituary". The Guardian. Retrieved 7 November 2014.